# Leucochlaena extensa
Leucochlaena extensa är en fjärilsart som beskrevs av Edward Alfred Cockayne 1951. Leucochlaena extensa ingår i släktet Leucochlaena och familjen nattflyn. Inga underarter finns listade i Catalogue of Life.